# 爽文
爽文或如意文 (英语：Wish-fulfillment fiction) 是一種虛構作品，多見於网络文学中。其特点是畅快地即時滿足願望。现实中的困难在文中都不存在，或者被轻易的解决。主角要么特别强大，要么人见人爱，矛盾衝突降至最低，讀者的各種願望在文中被即時滿足。觀賞不同爽文的樂趣在於各種「花式滿足」願望的可能性，而不是解決矛盾。對應的動漫、電視劇、遊戲等也稱爽漫、爽劇、爽遊等。
和爽文相反的稱為虐文，通常有激烈的戲劇衝突，引起悲傷、痛苦、擔憂、恐懼、焦慮等情緒以「折磨」讀者。

## 延伸閱讀
- 割草遊戲
- 龙傲天
- 玛丽苏
- 輕小說
- 微短剧